# Mary Nightingale
Mary Louise Nightingale, née le 26 mai 1963, est une journaliste et présentatrice anglaise de télévision. Elle travaille pour le groupe Independent Television News en tant que présentatrice de ITV News at 6:30 (en) sur la chaîne ITV.

## Biographie

### Enfance et formation
Mary Nightingale va à l'école St Margaret, une école de filles indépendante à Exeter dans le Devon, puis au King Edward VI Community College (en) à Totnes (Devon). Elle obtient un baccalauréat universitaire ès lettres du Bedford College de l'université de Londres,.

### Débuts à la télévision
Mary Nightingale commence sa carrière de journaliste et de présentatrice sur la chaîne TV Tokyo à la présentation de World Business Satellite. Elle travaille ensuite pour World Business Report de BBC World où elle couvre l'actualité économique.
Mary Nightingale a également travaillé pour  Reuters Financial Television en 1994 où elle présentait le programme financier du matin,,.

### Années 1990
Elle coprésente Carlton Country et Holiday Programme sur BBC One. En mai 1994, elle est la première présentatrice de After 5, le journal de début de soirée du London News Network. En 1995 elle coprésente la coupe du monde de rugby à XV en Afrique du Sud sur ITV en présentant une émission quotidienne sur les faits marquants du jour. En 1996 elle présente sur BBC Two Ski Sunday,.
Jusqu'à avril 1999, elle a coprésenté, avec Alastair Stewart, London Tonight, le journal phare de London News Network.

### Années 2000
De 1999 à 2000 elle présente le programme quotidien phare d'ITV, Wish You Were Here...? (en), et présente également The Really Good Food Show.
En 2001, Mary Nightingale est promue à la présentation de ITV News at 6:30 (en) et quitte la présentation de London Tonight (en). Elle fait également partie de l'équipe d'ITN lors des élections générales britanniques de 2001. 
Elle a également présenté divers programmes sur ITV comme Holidays Undercover en 2006, The Girl Who Would Be Queen, et Diana - A Service of Thanksgiving en 2007.
Mary Nightingale est également présentatrice occasionnelle de ITV News at 1:30 (en) et des journaux du weekend d'ITV. Elle est également présentatrice joker de ITV News at Ten (en) depuis 2008.

### Années 2010
En parallèle de ses activités aux journaux d'ITV, Mary Nightingale anime divers programmes.
En avril 2011, elle succède à Mark Nicholas à la présentation de Britain's Best Dish sur ITV. Elle présente le 23 septembre 2012 William & Kate: The South Seas Tour.

## Récompenses
- 2002 : présentatrice de l'année (Newscaster of the Year) par Television and Radio Industries Club[17]
- 2004 : présentatrice de l'année (Newscaster of the Year) par Television and Radio Industries Club[18]

## Vie privée
Mary Nightingale est mariée depuis avril 2000 à Paul Fenwick, ancien directeur des ressources humaines à Trailfinders (en),. Ils ont deux enfants,. 